# Championnat National 1999-2000 (Algeria)
Il Campionato algerino di calcio 1999-00 è stato il 38º campionato algerino di calcio.

## Squadre partecipanti
| Società        | Città      | Stadio                      |
| -------------- | ---------- | --------------------------- |
| Ca Batna       | Batna      | Stade 1er November 1954     |
| CR Belouizdad  | Algeri     | Stade 20 Août 1955          |
| ES Sétif       | Sétif      | Stade 8 Mai 1945            |
| JS Kabylie     | Tizi Ouzou | Stade 1er Novembre          |
| JSM Béjaïa     | Bugia      | Stade de l'Unité Maghrébine |
| MC Alger       | Algeri     | Stade 5 Juillet 1962        |
| MC Oran        | Orano      | Stade Ahmet Zabana          |
| MO Constantine | Costantina | Stade Chahid Hamlaoui       |
| USM Alger      | Algeri     | Omar Hammadi Stadium        |
| USM Annaba     | Annaba     | Stade 19 Mai 1956           |
| USM Blida      | Blida      | Stade Mustapha Tchaker      |
| WA Tlemcen     | Tlemcen    | Stade Akit Lotfi            |

## Classifica finale
|  |     | Classifica finale 1999-2000 | Pti | G  | V  | N  | P  | GF | GS | DR  |
|  | --- | --------------------------- | --- | -- | -- | -- | -- | -- | -- | --- |
|  | 1.  | CR Belouizdad               | 47  | 22 | 14 | 5  | 3  | 41 | 21 | +20 |
|  | 2.  | MC Oran                     | 38  | 22 | 10 | 8  | 4  | 41 | 20 | +20 |
|  | 3.  | MO Constantine              | 38  | 22 | 11 | 5  | 6  | 28 | 20 | +8  |
|  | 4.  | WA Tlemcen                  | 33  | 22 | 8  | 9  | 5  | 34 | 23 | +11 |
|  | 5.  | ES Sétif                    | 30  | 22 | 8  | 6  | 8  | 31 | 34 | -3  |
|  | 6.  | JS Kabylie                  | 29  | 22 | 7  | 8  | 7  | 21 | 24 | -3  |
|  | 7.  | USM Blida                   | 26  | 22 | 6  | 8  | 8  | 26 | 29 | -3  |
|  | 8.  | CA Batna                    | 26  | 22 | 7  | 5  | 10 | 23 | 33 | -10 |
|  | 9.  | USM Annaba                  | 24  | 22 | 6  | 6  | 10 | 22 | 36 | -14 |
|  | 10. | JSM Béjaïa                  | 23  | 22 | 6  | 5  | 11 | 16 | 24 | -8  |
|  | 11. | MC Alger                    | 22  | 22 | 4  | 10 | 8  | 18 | 25 | -7  |
|  | 12. | USM Alger                   | 21  | 22 | 6  | 3  | 13 | 15 | 27 | -12 |

### Verdetti
- CR Belouizdad campione d'Algeria 1999-2000 e qualificata in Champions League 2001.
- MC Oran qualificata in Arab Club Champions Cup 2001.